# Grazer Salonorchester
Das Grazer Salonorchester ist ein 2002 gegründetes Orchester in Graz, Österreich.

## Geschichte

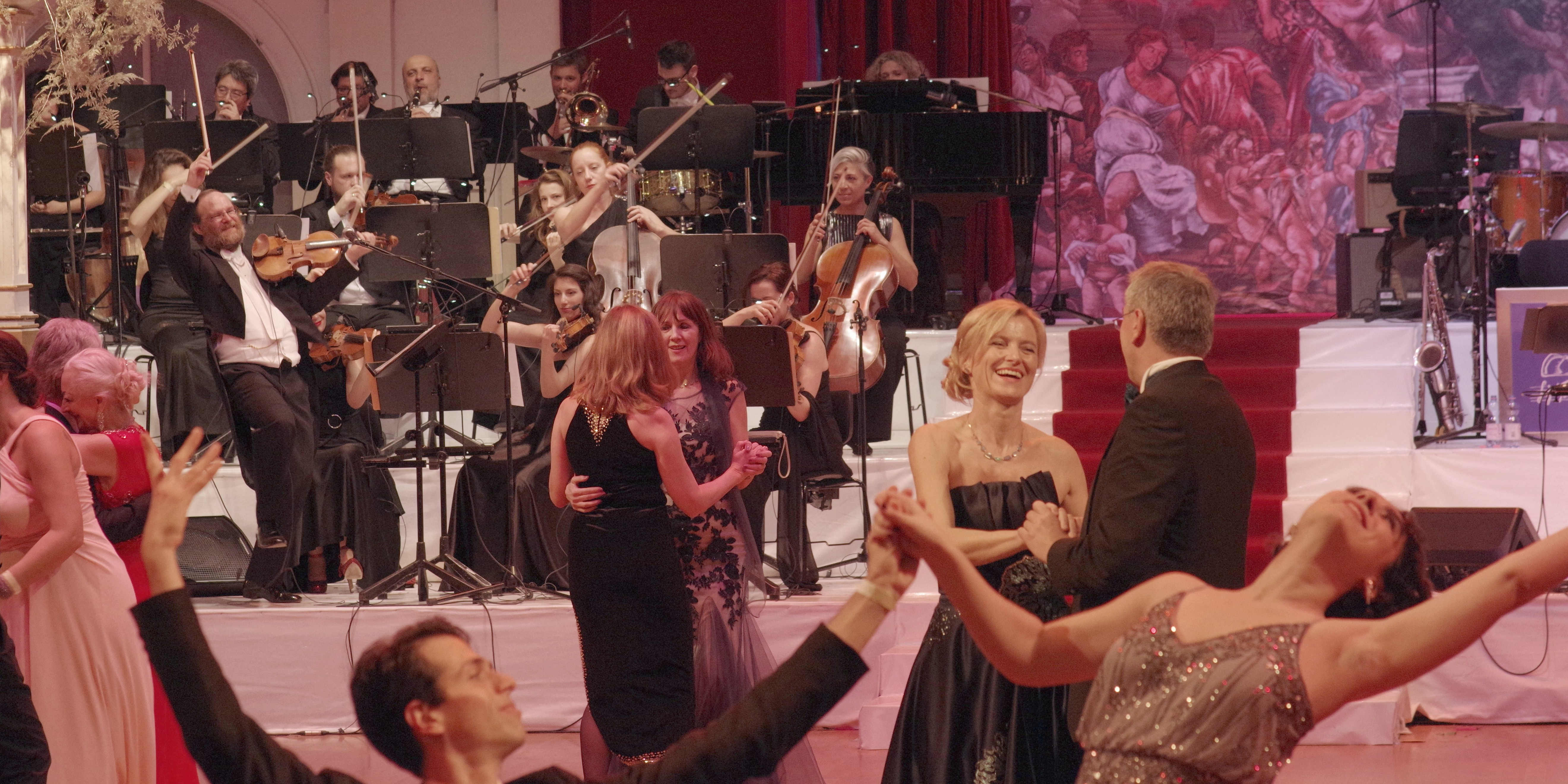
Grazer Salonorchester spielt für ein tanzendes Publikum. Opernredoute Graz 2019

Entstanden ist das Grazer Salonorchester nach der Abhaltung eines Gastkurses für Österreichische Salonorchestertradition an der Universität für Musik und Darstellende Kunst Graz. Nach ersten Auftritten des Ensembles an Konzerten, Bällen und Tanzveranstaltungen an der Universität folgten Anfragen von Konzertveranstaltern im In- und Ausland (als Repräsentation der Kultur in Österreich beispielsweise in Sarajevo, Taiwan und Algerien). So wurde beschlossen, das Grazer Salonorchester als eigenständigen „Verein zur Pflege der Salonmusikkultur“ zu organisieren. Die Besetzung stammt aus der Wiener Salonorchestertradition und besteht aus 12–20 Musikern, geleitet von einem Stehgeiger.
Stehgeiger und musikalischer Leiter ist seit Beginn Klaus Eberle, Grazer Philharmoniker an der Oper Graz. Er ist Träger der Robert Stolz Ehrenurkunde, verliehen 1996 von Einzi Stolz.
Besetzung: Stehgeige, Violine 1, Violine obligat, Violoncello, Kontrabass, Flöte, Oboe, Klarinette, Trompete, Posaune, Schlagwerk und Klavier (Akkordeon ad libitum)

## Repertoire
Ausgehend von der ursprünglichen Funktion der Salonorchester, beliebte Melodien aus Oper, Operette und aktuellen Schlagern sowie Tanzmusik in verschiedensten musikalischen Arrangements und Besetzungen auch außerhalb der Kulturinstitutionen interessierten Zuhörern zu präsentieren, wird das Repertoire des Grazer Salonorchesters laufend um aktuelle Hits bis hinauf ins 21. Jahrhundert erweitert. Neben der traditionellen Salonorchesterliteratur, bestehend aus Werken von Strauss, Mozart, Lanner, Lehár, Waldteufel, Offenbach und so weiter, und Schlagern des beginnenden 20. Jahrhunderts sind eigene Arrangements von Broadway-Musicals, Blockbusters, Popklassikern und neue Kompositionen Bestandteil jeden Auftritts. Einen besonderen Schwerpunkt legt das Grazer Salonorchester auf die Werke des Grazer Komponisten Robert Stolz. Einige besondere Arrangements spielt Klaus Eberle auf dem Nachbau eines Original-Violinophons, welches nur kurze Zeit für Schellacktonaufnahmen zu Beginn des 20. Jahrhunderts verwendet wurde und einen einzigartigen Ton erzeugt.